# Cratere Shakaema
Shakaema  è un cratere sulla superficie di Cerere.